# Horsfieldia smithii
Horsfieldia smithii är en tvåhjärtbladig växtart som beskrevs av Otto Warburg. Horsfieldia smithii ingår i släktet Horsfieldia och familjen Myristicaceae. Inga underarter finns listade i Catalogue of Life.